# Catharina Jacoba Abrahamina Enschedé
Catharina Jacoba Abrahamina Enschedé (Haarlem, 7 de juny de 1828 - Bloemendaal, 24 d'octubre de 1883), fou una pintora neerlandesa del segle xix.

## Biografia
Era germana del col·leccionista d'art, més tard arxiver de la ciutat i consultor de museu, Adriaan Justus Enschedé. Probablement va ser influïda per ell així com per les seves ties artistes Sandrina Christina Elisabeth Enschedé i Christina Gerarda Enschedé. Ella va realitzar una còpia el 1870 del Retrat de Alettta Hanemans del pintor Frans Hals per al Museu Frans Hals Ho va fer com un record, ja que el retrat de Hals que hi havia estat exposat en Haarlem va ser venut en Amsterdam l'any 1877 i més tard portat a La Haia com a part de la col·lecció de pintura del recentment reformat Mauritshuis l'any 1880. Aquesta còpia va ser donada per ella al seu germà que era director informal, del llavors jove museu Haarlem, i el 1896 va entrar en la col·lecció com a llegat oficial.
A més les seves dues ties, les seves nebodes Edzardina Jacoba Tjarda van Starkenborgh Stachouwer-Enschedé, i Adriana Maria Enschedé eren també artistes.